# Henry Adrian Schade

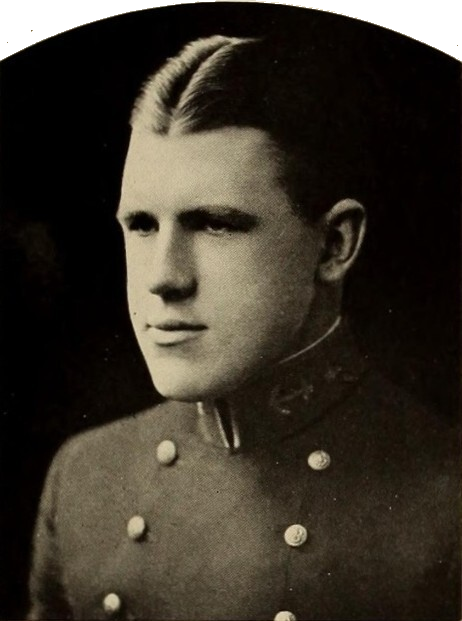
Henry A. Schade (1923)

Henry Adrian „Packy“ Schade  (* 3. Dezember 1900 in Saint Paul (Minnesota); † 12. August 1992 in Kensington (Kalifornien)) war ein US-amerikanischer Marineoffizier (zuletzt Rear Admiral) und Schiffbauingenieur. Er ist bekannt für die technische Leitung des Bauprogramms der amerikanischen Flugzeugträger im Zweiten Weltkrieg.

## Biografie
Schade studierte ab 1919 an der US Naval Academy mit dem Abschluss 1923 mit Auszeichnung. Danach war er Funkoffizier auf dem Schlachtschiff California. Danach ließ er sich zum Schiffbauingenieur ausbilden an der Marineakademie in Annapolis und am Massachusetts Institute of Technology mit dem Master-Abschluss 1928 (Deformation and stresses in pipe bends). Danach war er auf den Schiffswerften von Brooklyn und Mare Island in Vallejo.  1931 kam er zum Entwurfsbüro des Bureau of Construction and Repair der Navy und wurde zum Leutnant befördert. Er kam zum David Taylor Versuchsbecken und wurde zum Studium an die TU Berlin geschickt, an der er 1937 promoviert wurde (Statik des Schiffbodens unter Wasserdruck). Anschließend besuchte er Schiffbauwerften und Versuchsanlagen in Deutschland, Österreich, den Niederlanden, England und Frankreich, bevor er der Marinewerft in Newport News zugewiesen wurde. 1940 wurden die Werften der Marine neu organisiert und er wurde Commander und er arbeitete am Entwurf der Essex-Klasse von Flugzeugträgern. Nach Kriegseintritt wurde ihm die Produktion der Flugzeugträger anvertraut, die er stark forcierte. Nach dem Krieg erhielt er dafür die Legion of Merit.  1944 wurde er Commodore. 1945 wurde er auf eine Mission nach Deutschland geschickt um von den besiegten Deutschen Marinetechnologie zu sichern. Dafür erhielt er den Gold Star. Er erhielt noch andere hohe Auszeichnungen und einen britischen OBE. 1945 wurde er Direktor des Marineforschungslabors in Anacostia (Washington), was er bis zu seinem Ausscheiden aus der Navy 1949 blieb (zuletzt war er Rear Admiral). Im selben Jahr wurde er Professor für Maschinenbau an der University of California, Berkeley. 1968 wurde er emeritiert.
1973 wurde er Mitglied der National Academy of Engineering. Er erhielt die Gibbs Brother Medal (1970) und die David W. Taylor Medal (1964).

## Schriften
- Statik des Schiff-Bodens unter Wasserdruck, Dissertation, TH Berlin 1937
  - Englisch: Theory of motions of craft in waves, Univ. Berkeley 1950
- Bending theory of ship bottom structure, Society of Naval Architects and Marine Engineers 1938
- The orthogonally stiffened plate under uniform lateral load, Transactions of the American Society of Mechanical Engineers, Journal of Applied Mechanics, Band 7, 1940, A 143-A146
- Design curves for cross-stiffened plating under uniform bending load, Transactions Society of Naval Architects and Marine Engineers, Band 49, 1941
- The Effective Breadth of Stiffened Plating Under Bending Loads, Transactions  Society of Naval Architects and Marine Engineers (SNAME), Band 59, 1951.
- The Effective Breadth Concept in Ship Structural Design, Transactions Society of Naval Architects and Marine Engineers, Band 61, 1953.